# 渡邊良夫

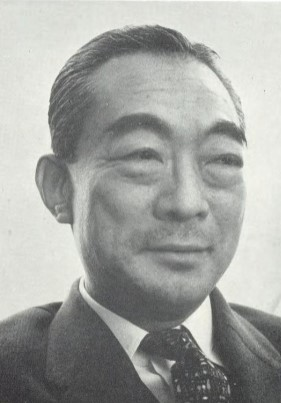
渡邊 良夫

渡邊 良夫（わたなべ よしお、1905年10月29日 - 1964年11月4日）は、日本の政治家。自由民主党所属衆議院議員。厚生大臣。次男は元自民党衆議院議員の渡辺肇。三男も同じく元自民党衆議院議員の渡辺紘三。

## 来歴・人物
新潟県生まれ。1931年大阪商科大学高等商業部（のちの大阪市立大学）卒業。国民新聞社記者等を経て、戦後、吉田茂内閣総理大臣秘書官を務める。1947年の第23回衆議院議員総選挙に旧新潟2区から日本自由党公認で出馬し初当選（当選同期に田中角栄・鈴木善幸・中曽根康弘など）。民主自由党副幹事長、第3次吉田第2次改造内閣の建設政務次官などを務めた後、1955年の保守合同による自由民主党結党に参加。自民党内では佐藤栄作派に属し、第2次岸改造内閣の厚生大臣となる。また、党内では政務調査会副会長などを務めた。衆議院議員選挙当選9回。
1964年11月4日死去。59歳没。